# Piercarlo Fabbio
Piercarlo Fabbio (Alessandria, 27 aprile 1955) è un politico, scrittore, giornalista autore radiofonico e insegnante italiano, sindaco di Alessandria dal 2007 al 2012.

## Biografia
Nato nel 1955 ad Alessandria, si è laureato in lettere all'Università degli Studi di Torino con una tesi di storia del Teatro e Storia del Cinema comparate. Dal 1970 collabora con radio Alessandria International, poi con Radio Gamma, infine con Radio BBSI; nel 1979 intraprende la carriera di insegnante di lettere  per poi ricoprire il ruolo di direttore responsabile del "Foglio di Fabbio". Dal 1985 collabora con Bob Accardo e tiene la rubrica Non solo per panchine i cui articoli confluiranno in suoi testi come È solo un punto di vista, Fuori degli argini, Ancora senza titolo. Nel 1994 diventa direttore responsabile della testata giornalistica di Radio BBSI, ruolo che terminerà nel 2007. Collabora con Radio Voce Spazio di Alessandria, partecipando ogni settimana dal 1995 alla trasmissione Tutto per tutti.
Dal 2011 al 2012 collabora con Radio Alex, conducendo una trasmissione settimanale, ideata da Albino Neri, sulla storia di Alessandria La mia cara Alessandria. Dal giugno 2012 la trasmissione passa a Radio BBSI.
Diventa presidente provinciale del Movimento Cristiano Lavoratori di Alessandria e Consigliere Nazionale, per poi ricoprire il ruolo di presidente del Comitato Tecnico Scientifico del Museo Etnografico C'era una volta di Alessandria, dal giugno 2019. È fondatore e coordinatore della Cathedra Alexandriæ, che si prefigge lo scopo di diffondere la storia di Alessandria anche tra i più giovani.

## Attività politica
Attivo in politica dagli anni settanta, dapprima nella Democrazia Cristiana, di cui è stato l'ultimo segretario provinciale in Alessandria e, a seguire, nel Partito Popolare, nel CDU e in Forza Italia, e quindi nel Popolo della Liberta. Nel CDU è stato segretario regionale, dirigente organizzativo nazionale.
Consigliere Comunale di Alessandria dal 1985, è stato Presidente del Consiglio Comunale dal 1997 al 2002. Più volte capogruppo, nel 2002 è stato eletto con oltre 1600 preferenze, risultando il Consigliere Comunale più votato nella storia della città.
Nel 2007 viene eletto sindaco di Alessandria dal 2007 al 2012. Candidato sindaco di Alessandria per La Casa delle Libertà alle elezioni comunali di maggio 2007, ha vinto al primo turno con il 63% dei voti.
Viene interessato da una vicenda giudiziaria connessa al computo del patto di stabilità del 2010, a seguito di denuncia dell'ex sindaco PD della città. In primo grado e in Appello viene assolto con formula piena per i reati contestatigli di abuso d'ufficio e di truffa ai danni dello Stato. Rimane il falso ideologico. Il 19 ottobre 2017 la Corte di Cassazione ha respinto il ricorso sul falso ideologico.
Si è ricandidato alle elezioni del 2012, sostenuto, oltre che dal PdL, anche da alcune liste civiche. La Lega Nord, che al primo turno aveva presentato un candidato proprio, lo sostiene al ballottaggio che vedrà prevalere la candidata del centro-sinistra.
Dal maggio 2012 è stato Presidente del gruppo consiliare PDL-FI al Comune di Alessandria e dal 2009 al 2014 è stato capogruppo PDL-FI in Provincia di Alessandria. Si è dimesso dal Consiglio Comunale di Alessandria  il 21 novembre 2016 dopo 32 anni ininterrotti di presenza.
È stato coordinatore di Forza Italia Alessandria fino al luglio 2021. Dal 2022 è commissario provinciale di Alessandria dell'UDC.

## Opere
- Guida al cinema comico, Ed. Gammalibri, Milano, 1979 - Premio Nazionale di cultura della Presidenza del Consiglio dei Ministri
- Le nuove professioni e gli sviluppi del Sistema di F.P., ed. IAL Alessandria, 1985
- La nuova organizzazione del lavoro, ed. IAL Alessandria, 1987
- Introduzione al DTP, IAL Alessandria, 1988
- DTP, il grande libro, ed. IAL Alessandria, 1988
- DTP, Composizione, Tecnica e Stile, ed. IAL Alessandria, 1988
- Sistemi informativi e computer, IAL Alessandria, 1988
- Ma quanti sono I Pochi, Ed. WR, Alessandria, 1990
- Il programma della solidarietà (a cura di), ed. WR, Alessandria, 1990
- L'opificio dell'immagine, Ed. WR, Alessandria, 1992
- Alessandria e il tuono, Ugo Boccassi editore, Alessandria, 1994
- Racconti dal Pianeta Tuono, Ugo Boccassi editore, Alessandria, 1995
- Il Tuono in riabilitazione, Ugo Boccassi, Start Alessandria, 1995 (testo interattivo su Internet)
- Alessandria è una comoda poltrona…, (AAVV) Ugo Boccassi, Cesarino Fissore Partners Editori, Alessandria, 1997
- È solo un punto di vista, Ugo Boccassi Editore, Alessandria, 1999
- La Pasqua di Natale, Ugo Boccassi Editore, Alessandria 2000
- [Per ora] Senza Titolo, IgrafismiBoccassi, Alessandria 2002
- Lo spazio politico locale in età medievale, moderna e contemporanea, (AAVV), Edizioni dell'Orso, Alessandria, 2007
- Fuori degli argini, Edizioni Saviolo, Vercelli 2007
- L'intelligenza della nebbia, Città di Alessandria, Alessandria 2007
- Alessandria è una stilografica, Gli Alberi editore, Alessandria 2009
- Le Lancette del Risorgimento, Città di Alessandria, Alessandria 2011
- I Lions del distretto 108 la2 per l'Unità d'Italia, (AAVV) I Grafismi Boccassi, Alessandria 2011
- La Piazza del Tempo, un ponte lungo 850 anni, MF Studios Editore, 2012 (II Edizione)
- Ritratti dall'alba, MF Studios Editore, 2014
- Ritratti dall'alba - Viaggiatori!, MF Studios Editore, 2016
- Abbattete il Cittadella per salvare Alessandria, MF Studios Editore, 2017
- 800 e 50 Alessandria d'argento: calendario impossibile della mesopotamia padana, MF Studios Editore 2018
- Luigi Tenco, La valle e l'anima, sceneggiatura e testi del video omonimo con Matteo Forcherio, MF Studios Editore 2018
- L'incubatrice, il giacimento e il Purgatorio, vita quotidiana ai tempi della Fondazione di Alessandria e del Barbarossa (con Piero Teseo Sassi), MF Studios Editore, 2018
- Dizionario degli alessandrini illustri, Palazzo del Governatore, Alessandria – Marzo 2019
- Manuale di buone pratiche: come organizzare in sicurezza eventi e manifestazioni, (AAVV), UNPLI Piemonte, Torino, Aprile 2019
- Quaderni del Museo della Gamberina - La Maestra antropologa - Museo etnografico C'era una volta - Alessandria - Luglio 2019
- Quaderni della Cathedra Alexandriae - 28 giugno Vidovdan (a cura di) - Movimento Cristiano Lavoratori, Alessandria, Luglio 2019
- Sulle spalle di Umberto (AAVV), Alessandria, 2019
- Alessandria di Marengo, vita quotidiana al tempo di Napoleone, (con Teseo Sassi), MFStudios, Alessandria 2020;
- Secondo Dizionario degli alessandrini illustri: la provincia, Palazzo del Governatore, Alessandria, marzo 2021
- AAVV, En avant – Marengo Dossier – Controcovid, (a cura di), Alessandria, 2021
- Peste lo colga! Impronte di Pestilenze, epidemie, malattie contagiose ed altro nella storia di Alessandria, Quaderno Cathedra Alexandriae n. 2, EFAL MCL, Alessandria, Luglio 2021
- Dispense ad uso dei discenti per il corso “Anticovid” – edizioni Efal/MCL – Alessandria, 2021
- La polizia municipale di Alessandria, Antologia del bicentenario - (con Roberto Livraghi) -edizioni Città di Alessandria - Alessandria, dicembre 2021
- Terzo Dizionario degli alessandrini illustri: il rurale, Palazzo del Governatore, Alessandria, febbraio 2023
- La Chiesa e la Piana, Storia di San Michele (con Mons. Ivo Piccinini e Natalino Ferrari), edizioni Echoes, Giaveno, 2024
- Nascere una volta, di Angela Ricci, a cura di Piercarlo Fabbio, Museo della Gambarina, Alessandria, 2025
- Vestirsi, di Angela Ricci, a cura di Piercarlo Fabbio, Museo della Gambarina, Alessandria, 2025
- Quarto Dizionario degli alessandrini illustri: le storie, Palazzo del Governatore, Alessandria, febbraio 2025